# 今村彩子
今村 彩子（いまむら あやこ 1979年4月10日 - ） は、日本の映画監督。愛知県名古屋市緑区出身。ろう者。愛知教育大学卒業。

## 来歴・人物
生まれつき耳の聞こえないろう者。子供の頃、家族で一緒にテレビを楽しむことが出来ない今村のために父親が借りてきた洋画の字幕付きビデオを観て映画に興味をもつ。
豊橋聾学校高等部、愛知教育大学卒。大学在学中にダスキン愛の輪基金障害者リーダー海外研修派遣事業第18期生としてカリフォルニア州立大学ノースリッジ校に留学し、映像制作とアメリカ手話を学ぶ。
帰国後、バイト代でビデオカメラを購入し、ドキュメンタリー映像制作を開始。
現在、映像制作のほかに全国各地での上映・講演活動を行い、名古屋学院大学、愛知学院大学にて手話の講師をつとめている。
好きな食べ物は、桃、芋ケンピ、白ワイン。苦手なものは、マグロ。好きな言葉は『夢は叶えるもの』。愛猫家。
使用言語：日本語(口話)、日本手話、アメリカ手話

## 主な作品

### 劇場公開作品
- 珈琲とエンピツ（ドキュメンタリー/67分/日本語・日本語字幕/2011年）
- 架け橋 きこえなかった3.11（ドキュメンタリー/74分/日本語・字幕（日本語・英語）/2013年）
- Start Line（スタートライン）（ドキュメンタリー/112分/日本語・日本語字幕/2016年）
- 友達やめた。(ドキュメンタリー/84分/日本語・日本語字幕/2020年)

### CM
- CM「伝えたい」トキワ鉛筆 (CM/120秒/日本語字幕/2010年)

### その他作品
- めっちゃはじけてる!豊ろうっ子/〜愛知県立豊橋ろう学校の素顔〜（ドキュメンタリー/14分/日本語・日本語字幕/2001年）
- こころのつぼみ 〜エンジェルズの軌跡〜（ドキュメンタリー/10分/日本語・日本語字幕/2002年）
- 「いずれの森か青き海」(瀬木直貴監督)のメイキングビデオ（メイキングビデオ/18分/日本語・日本語字幕/2002年）
- 響いて 〜名古屋WZ公演の舞台裏〜（ドキュメンタリー/16分/日本語・日本語字幕/2003年）
- つくしの現在 〜ろう重複障害者のデイサービス〜（ドキュメンタリー/18分/日本語・日本語字幕/2003年）
- あそびにおいで 〜豊橋ろう学校の子ども達〜（ドキュメンタリー/16分/日本語・日本語字幕/2004年）
- モザイク 〜多文化社会に生きる人々〜（ドキュメンタリー/38分/日本語・日本語字幕/2005年）
- ユニバーシティライフ〜ろう・難聴学生の素顔〜（ドキュメンタリー/46分/日本語・日本語字幕/2006年）、文部科学省選定作品
- サラリーマンライフ〜ろう者と聴者が共に働く職場づくり〜（ドキュメンタリー/58分/日本語・日本語字幕/2008年）、文部科学省選定作品
- ひとりひとりを大切に〜特別養護老人ホーム淡路ふくろうの郷〜（ドキュメンタリー/14分/日本語・日本語字幕/2008年）
- 絵美さんの韓国留学記（ドキュメンタリー/18分/日本語・日本語字幕/2008年）
- 菜々子13歳 中学生日記に出演（ドキュメンタリー/18分/日本語・日本語字幕/2009年）
- 只今、育児奮闘中!〜デフファミリーの日常〜（ドキュメンタリー/13分/日本語・日本語字幕/2009年）
- デフスクールとぶどうの木 〜NPO法人デフNet.かごしま〜（ドキュメンタリー/15分/日本語・日本語字幕/2009年）
- デフファミリー 〜日本・カナダ・韓国の家族物語〜（ドキュメンタリー/65分/日本語・日本語字幕/2009年）
- 基雄さんと地元の人たち（ドキュメンタリー/16分/日本語・日本語字幕/2009年）
- 交通事故裁判 〜手話ができなくなったことを言語障害として認めて欲しい〜（ドキュメンタリー/25分/日本語・日本語字幕/2010年）
- アロハ!サーフ店長物語（ドキュメンタリー/25分/日本語・日本語字幕/2010年）
- 架け橋 第1弾 〜東日本大震災 宮城の被災ろう者は今〜（ドキュメンタリー/29分/日本語・日本語字幕/2011年）
- 架け橋 第2弾 〜東日本大震災 一ヶ月の被災ろう者〜（ドキュメンタリー/26分/日本語・日本語字幕/2011年）
- 架け橋 第3弾 〜地域の絆〜（ドキュメンタリー/20分/日本語・日本語字幕/2011年）
- 架け橋 第4弾 〜前へ進む力〜（ドキュメンタリー/18分/日本語・日本語字幕/2011年）
- 手話で語る3.11 〜宮城 被災ろう者の体験談〜（ドキュメンタリー/54分/日本語・日本語字幕/2012年）
- 五目ごはん 〜私たちの生きる道〜（ドキュメンタリー/82分/日本語・日本語字幕/2012年）
- 音のない3.11 〜被災地にろう者もいた〜（ドキュメンタリー/23分/日本語・字幕（日本語・英語・韓国語・ポルトガル語）/2012年）

### 著書
・スタートラインに続く日々(桜山社/2019年)

## 主な受賞歴
- 2001年 - 『めっちゃはじけてる!豊ろうっ子 〜愛知県立豊橋ろう学校の素顔〜』
  - 第3回名古屋ビデオコンテスト優秀賞受賞
- 2002年 - 『こころのつぼみ　〜エンジェルズの軌跡～』
  - 第4回名古屋ビデオコンテスト優秀賞受賞
- 2004年 - 『ユニバーシティライフ ～ろう・難聴学生の素顔 第1部〜』
  - 聴覚障害者映像フェスティバル大賞受賞
- 2008年
  - 公益財団法人ソロプチミスト日本財団 「社会人ボランティアの部」受賞
- 2010年 - CM『トキワ鉛筆/伝えたい』
  - 日本民放連盟賞「CM部門」優秀賞受賞
  - 全日本シーエム放送連盟50th ACC CMフェスティバル「北陸・中部地域テレビファイナリスト」
- 2011年 - CM『トキワ鉛筆/伝えたい』
  - ギャラクシー賞CM部門入賞
- 2014年 - 『架け橋 きこえなかった3.11』
  - ドイツ・フランクフルト日本映画専門映画祭ニッポンビジョン部門 観客賞3位
- 2015年
  - READYFOR OF THE YEAR 「READYFOR Lady賞」受賞
- 2017年 - 『Start Line』
  - ニッポン・コネクション(ドイツ・フランクフルト日本映画専門映画祭) ニッポンビジョン部門 観客賞